# جون بيرك (سياسي)
جون بيرك (بالإنجليزية: John Brian Burke)‏ هو سياسي نيوزلندي، ولد في 6 فبراير 1946 في إنفركارجل في نيوزيلندا. حزبياً، نشط في حزب العمال النيوزيلندي.